# Иринчинов, Дондок Гуржапович
Дондо́к Гуржа́пович Иринчи́нов (?— ?) — забайкальский казак, проводник и переводчик Н. М. Пржевальского, участвовавший во всех его четырёх экспедициях по Центральной Азии.

## Биография
Уроженец посёлка Цаган-Челутай Забайкальской области (ныне улус Кяхтинского района Бурятии). Был рекомендован Пржевальскому казачьим атаманом как человек, владевший монгольской грамотой, разговорной монгольской речью, как дисциплинированный и выносливый воин. 
В середине первого путешествия Пржевальского Иринчинов с Панфилом Чебаевым заменили казаков из русского посольства в Китае, которые оказались недостаточно усердными. В марте 1872 года он выступил с отрядом экспедиции из Калгана. В 1874 году был награждён малой бронзовой медалью Русского географического общества.
В записях о 2-й Лобнорской экспедиции Пржевальский отмечал замечательные способности Иринчинова находить нужные и удобные пути в непроходимых местах, в том числе древнюю, заброшенную дорогу к озеру Лобнор.
Во время 3-й экспедиции, только благодаря дипломатии и искусству Иринчинова вести переговоры, удалось уговорить цайдамского князя продать продовольствие и дать проводника, что дало возможность продолжить путешествие. Именно Иринчинов, шедший во главе каравана, первым заметил потерявшегося во время охоты казака Егорова. В 1881 году был награждён малой серебряной медалью Русского географического общества.
Перед 4-й экспедицией Иринчинов отвечал за закупку верблюдов в Урге. Во время её, по словам Пржевальского, «старший урядник Иринчинов, назначенный мною вахмистром экспедиционного отряда, вёл головной эшелон и соразмерял ход всего каравана из 40 верблюдов. Также он осуществлял торговые сделки и начальствовал караулом из шести казаков». Во время этой экспедиции произошёл инцидент, возможно, повлиявший на дальнейшие отношения Иринчинова и Пржевальского. 22 октября (ст. ст.) 1885 года, как писал Пржевальский, «нижние чины, находящиеся в экспедиции… осмелились без моего ведома купить у туземцев водки и пить её тихомолком». Иринчинов был обвинён в том, что допустил пьянство и даже принимал в нём участие. В наказание Пржевальский назначил его в ночной караул и занёс фамилию в штрафной журнал.
В 1888 году Дондок Иринчинов отказался ехать в 5-ю экспедицию Пржевальского. «Я уверен, — писал он, — если пойду в экспедицию, то домой не вернусь». Этот отказ произвёл на Пржевальского очень тяжёлое впечатление. Как известно, в самом начале 5-й экспедиции Пржевальский заболел тифом и умер.

## Семья
В Цаган-Челутае и Улан-Удэ живут внуки Дондока Иринчинова: Цыренжап Иванович Ринчинов, Цыден Иванович Ринчинов и их сестра Дарима Ивановна Тунглакова. В селе Цаган-Челутай сохранился дом, где жил Иринчинов.

## В искусстве
- Роман Н. О. Эрдынеевой «Минии нютаг Сагаан Шулуута» посвящён Иринчинову.
- В фильме «Пржевальский» роль Иринчинова исполнял актёр Цырен Шагжин.